# 宮坂貞
宮坂 貞（みやさか ただし、1933年 - 2024年）は、日本の薬学者（薬品製造化学）。勲等は瑞宝小綬章。学位は薬学博士（東京大学・1965年）。公益財団法人諏訪郷友会顧問、昭和大学名誉教授。
東京医科歯科大学歯科材料研究所助手、昭和大学薬学部教授、昭和大学薬学部学部長、学校法人昭和大学理事、学校法人昭和大学監事、財団法人諏訪郷友会理事長、公益財団法人諏訪郷友会理事長などを歴任した。

## 来歴

### 生い立ち
長野県岡谷市生まれ。長野県諏訪清陵高等学校を経て1958年東京大学医学部薬学科卒業。同大大学院化学系研究科の薬学専門課程を、1960年3月に修了した。なお、1965年3月には、東京大学より薬学博士の学位を授与されている。学位論文の題は「こうやまき成分の研究――メチル・スキアドペートの構造ならびに同属ジテルペンとの関連」である。

### 研究者として
1960年4月より東京医科歯科大学に勤務することとなり、助手として採用された。東京医科歯科大学では、歯科材料研究所の薬品部に所属した。それから、オレゴン大学やウィスコンシン大学にて博士研究員を務めた。のちに昭和大学に転じることになり、1968年10月に薬学部の助教授に就任した。薬学部では、主に薬品製造化学の講義を担当した。1978年4月、昭和大学の薬学部にて教授に昇任した。薬品製造化学を講じる教室においては、荒川基一の後を引き継ぎ主任教授を務めることとなった。また、1997年4月より、昭和大学の薬学部にて学部長を務めることになった。1999年3月にて教授を退任した。同年翌月、昭和大学より名誉教授の称号が贈られた。なお、薬品製造化学を担当する教室は、田中博道が主任教授として引き継いでいる。
大学においては、教学分野ばかりでなく、管理運営分野においても要職を歴任した。昭和大学の設置者である学校法人においては、1997年4月より理事を務めた。2004年4月には、学校法人の監事に就任した。また、2008年6月には、学生寮「長善館」の同窓生らにより構成される諏訪郷友会の理事長に就任した。2010年には、諏訪郷友会の公益財団法人への移行を成し遂げた。2024年8月23日逝去。

## 研究

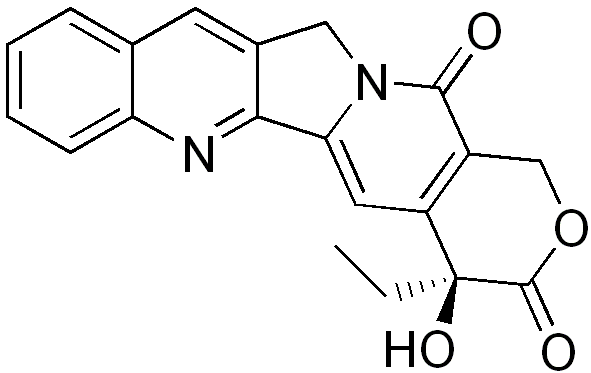
カンプトテシン

イリノテカン

専門は薬学であり、特に薬品製造化学などの分野を研究している。具体的には、多環性の複素環化合物について、その反応や合成についての研究に取り組んでおり、その生物活性の調査を行っている。
著名な業績としては、カンプトテシン系抗癌剤「塩酸イリノテカン」の開発に成功したことが知られている。従来、キノリンアルカロイドの一種である「カンプトテシン」には抗腫瘍活性があることが知られていたが、さまざまな副作用をともなうことから、抗癌剤として利用することは極めて難しいとされていた。かつてアメリカ国立がん研究所が創薬に取り組んだが、臨床試験で重大な副作用が見られたため、治療薬としての開発そのものが頓挫する事態となっていた。しかし、宮坂は澤田誠吾や横倉輝男らとの共同研究において、カンプトテシンの化学構造を変換させるなど、これらの問題の解決に取り組み、十数年の歳月をかけてカンプトテシン系抗癌剤「塩酸イリノテカン」を開発した。カンプトテシン系抗癌剤の開発に成功したのは、宮坂らが世界で初めてである。後年、この抗癌剤は世界各国で承認されることになり、1000億円規模の医薬品市場の創生に繋がったとされる。その結果、宮坂らが開発した塩酸イリノテカンは「初期開発から市場開拓まで我が国で主導的に進められた医薬品開発の先駆的な成功事例」と評されている。
また、ヌクレオシドの研究に取り組んでいた際、6位置換アシクロウリジン誘導体にヒト免疫不全ウイルスの増殖を抑制する作用があることを発見した。6位置換アシクロウリジン誘導体が逆転写酵素阻害剤としてのはたらきを持つことが明らかになり、これを応用した抗エイズ薬の開発の先駆けとなった。
これらの業績は高く評価され、2007年には科学技術分野の文部科学大臣表彰において、科学技術賞（開発部門）が授与されている。同様に、日本癌学会と中外Oncology学術振興会議からは、2011年にJCA-CHAAO賞が贈られている。また、材料科学技術振興財団からは、2013年に山崎貞一賞（バイオサイエンス・バイオテクノロジー分野）が贈られている。そのほか、天然物を創薬の反応素材として用いる研究成果を纏め、その業績によって日本薬学会から日本薬学会学術貢献賞を贈られている。

## 人物
「自然から与えられた素材の構造的特徴を生かした化学を実践することによって、特異な構造に覆い隠された普遍的な化学反応性を理解することができ、ひいてはそのものの生理作用の機序を解明することにも繋がる」との信念を持っていた。自身の信念に基づいて、長年にわたり「自然から与えられた素材」である天然由来の成分をテーマとして取り上げ、それらを医薬資源として応用すべく研究に取り組んでいた。

## 略歴
- 1958年 - 東京大学医学部卒業。
- 1960年 - 東京大学大学院化学系研究科修士課程修了。
- 1960年 - 東京医科歯科大学歯科材料研究所助手。
- 1968年 - 昭和大学薬学部助教授。
- 1978年 - 昭和大学薬学部教授。
- 1997年 - 昭和大学薬学部学部長。
- 1997年 - 昭和大学理事。
- 1999年 - 昭和大学名誉教授。
- 2004年 - 昭和大学監事。
- 2008年 - 諏訪郷友会理事長。

## 賞歴
- 1999年 - 日本薬学会学術貢献賞。
- 2007年 - 科学技術分野の文部科学大臣表彰科学技術賞開発部門。
- 2011年 - JCA-CHAAO賞。
- 2013年 - 山崎貞一賞バイオサイエンス・バイオテクノロジー分野。

## 栄典
- 2012年 - 瑞宝小綬章。

## 著作

### 主要な単著論文
- 宮坂貞「こうやまき成分の研究――Methyl Sciadopateの構造」『天然有機化合物討論会講演要旨集』7号、天然有機化合物討論会、1963年10月17日、238-242頁。
- Tadashi Miyasaka, "Interrelation of Methyl Sciadopate with Communic Acid and Daniellic Acid", Chemical & pharmaceutical bulletin, Vol.12, No.6, Pharmaceutical Society of Japan, June 25, 1964, pp.744-747. ISSN 0009-2363
- 宮坂貞「芳香族異項環アルデヒドトシルヒドラゾンの分解反応」『医用器材研究所報告』2号、東京医科歯科大学医用器材研究所、1968年11月、67-70頁。ISSN 0082-4739

### 主要な共著論文
- 藤巻悦夫ほか『昭和医学会雑誌』31巻1号、昭和大学・昭和医学会、1971年、8-11頁。ISSN 0037-4342
- 鶴岡延熹ほか『昭和医学会雑誌』32巻1号、昭和大学・昭和医学会、1972年、7-10頁。ISSN 0037-4342
- Kiichi Arakawa, Tadashi Miyasaka, and Hiroko Ohtsuka, "Synthesis of N-Free 4-Hydroxy-2-thiazoline as an Intermediate in the Hantzsch Thiazole Synthesis", Chemical & pharmaceutical bulletin, Vol.20, No.5, Pharmaceutical Society of Japan, May 25, 1972, pp.1041-1046. ISSN 0009-2363
- Kiichi Arakawa, Tadashi Miyasaka, and Hisao Ochi, "Studies of Heterocyclic Compounds. I. Structures of Acetylated Products of 3-Methylpyrazol-5-one", Chemical & pharmaceutical bulletin, Vol.22, No.1, Pharmaceutical Society of Japan, January 25, 1974, pp.207-213. ISSN 0009-2363
- Kiichi Arakawa, Tadashi Miyasaka, and Hisao Ochi, "Studies of Heterocyclic Compounds. II. Acetyl Transfer Reactions of 3-Acetoxy-1-acetyl-5-methylpyrazole and the Related Compounds", Chemical & pharmaceutical bulletin, Vol.22, No.1, Pharmaceutical Society of Japan, January 25, 1974, pp.214-223. ISSN 0009-2363
- Hiroko Ohtsuka, et al., "Studies of Heterocyclic Compounds. V. Synthesis of 5,6-Dihydrothiazolo-[2,3-b] thiazolium Salts and Their Reactions with Amines. A New Synthesis of 2-Aminothiazoles", Chemical & pharmaceutical bulletin, Vol.23, No.12, Pharmaceutical Society of Japan, December 25, 1975, pp.3234-3242. ISSN 0009-2363
- Hiroko Ohtsuka, Tadashi Miyasaka, and Kiichi Arakawa, "Studies of Heterocyclic Compounds. VI. The Reactions of 5,6-Dihydrothiazolo [2,3-b] thiazolium Salts with O-and S-Nucleophiles", Chemical & pharmaceutical bulletin, Vol.23, No.12, Pharmaceutical Society of Japan, December 25, 1975, pp.3243-3253. ISSN 0009-2363
- Hiroko Ohtsuka, Tadashi Miyasaka, and Kiichi Arakawa, "Studies of Heterocyclic Compounds. VII. The Reactions of 5,6-Dihydrothiazolo [2,3-b] thiazolium Salts with Carbanions", Chemical & pharmaceutical bulletin, Vol.23, No.12, Pharmaceutical Society of Japan, December 25, 1975, pp.3254-3265. ISSN 0009-2363
- Kiichi Arakawa, Tadashi Miyasaka, and Kazue Satoh, "Studies of Heterocyclic Compounds. IX. The Synthesis and the Properties of Thiazolo [3,2-b] pyridazin-4-ium Perchlorates", Chemical & pharmaceutical bulletin, Vol.25, No.2, Pharmaceutical Society of Japan, February 25, 1977, pp.299-306. ISSN 0009-2363
- Kazue Satoh, Tadashi Miyasaka, and Kiichi Arakawa, "Studies of Heterocyclic Compounds. X. The Reaction of the Thiazolo [3,2-b] pyridazinium Perchlorates with Potassium Cyanide", Chemical & pharmaceutical bulletin, Vol.25, No.2, Pharmaceutical Society of Japan, February 25, 1977, pp.307-313. ISSN 0009-2363
- 荒川基一・宮坂貞・浜道則光「N-Phenylmaleimideに対するAryldiazomethaneの付加による3-置換Pyrrolo[3,4-c]pyrazole-4,6(1H, 5H)-dione誘導体の合成」『藥學雜誌』97巻4号、日本薬学会、1977年4月25日、410-415頁。ISSN 0031-6903
- 佐藤和恵・宮坂貞・荒川基一「複素環化合物の研究（第11報）Oxazolo[3,2-b]pyridazinium Perchlorateの合成と炭素求核試薬との反応」『藥學雜誌』97巻4号、日本薬学会、1977年4月25日、422-429頁。ISSN 0031-6903
- Seigo Sawada, Tadashi Miyasaka, and Kiichi Arakawa, "Studies of Heterocyclic Compounds. XVII. Synthesis of 3-(Substituted-phenyl)-thiazolo [2,3-b] benzothiazolium Perchlorates", Chemical & pharmaceutical bulletin, Vol.25, No.12, Pharmaceutical Society of Japan, December 25, 1977, pp.3370-3375. ISSN 0009-2363
- Seigo Sawada, Tadashi Miyasaka, and Kiichi Arakawa, "Studies of Heterocyclic Compounds. XVIII. Synthesis of 1-(Substitutedphenyl)-2,3-tetramethylenepyrrolo [2,1-b] benzothiazoles", Chemical & pharmaceutical bulletin, Vol.26, No.1, Pharmaceutical Society of Japan, January 25, 1978, pp.275-287. ISSN 0009-2363
- 越智久雄・宮坂貞・荒川基一「複素環化合物の研究（第14報）1-(2-Haloethyl)pyrazole類の脱ハロゲン化水素化反応による1-Vinylpyrazole類の合成」『藥學雜誌』98巻2号、日本薬学会、1978年2月25日、165-171頁。ISSN 0031-6903